# Bailey Webster
Bailey Webster est une joueuse de volley-ball américaine née le 21 juillet 1991 à Round Rock (Texas). Elle mesure 1,91 m et joue au poste de réceptionneuse-attaquante.

## Clubs
| Club                          | De        | À         |
| ----------------------------- | --------- | --------- |
| University of Texas at Austin | 2009-2010 | 2012-2013 |
| Praia Clube                   | 2014-2015 | …         |

## Palmarès
- Championnat d'Amérique du Nord des moins de 20 ans
  - Vainqueur : 2008.
- Coupe panaméricaine
  - Finaliste : 2014[2]